# Шумарска школа Краљево
Шумарска школа је средња школа која се налази у Краљеву и функционише у оквиру образовног система Републике Србије. У оквиру комплекса налази се и дом ученика средњих школа.